# International Falls
International Falls é uma cidade localizada no estado americano de Minnesota, no Condado de Koochiching.

## Demografia
Segundo o censo americano de 2000, a sua população era de 6703 habitantes.
Em 2006, foi estimada uma população de 6170, um decréscimo de 533 (-8.0%).

## Geografia
De acordo com o United States Census Bureau tem uma área de
16,5 km², dos quais 16,2 km² cobertos por terra e 0,3 km² cobertos por água. International Falls localiza-se a aproximadamente 342 m acima do nível do mar e é conhecida como a cidade mais fria dos Estados Unidos.

### Clima
International Falls, com sua posição relativamente central no continente norte-americano, tem um clima continental úmido (Köppen: Dfb, típico da maior porção dos estados com fronteira canadense até o meridiano de 100°), com longos invernos frios e verões quentes e úmidos, mas em boa parte confortáveis, quentes o suficiente para não recair em um clima subártico (Koppen: Dfc). Faz parte da zona 3a de zona de resistência do USDA. Excluindo povoados ao longo da fronteira do Canadá e a maior parte do Alasca é considerada a cidade mais fria dos Estados Unidos situada em uma planície. Embora questionável a liderança num ranking geral, a cidade pode ser considerada a mais fria em termos de temperatura média anual (2,4 °C) bem como as estação de inverno unicamente (como recorde baixo a ser admitido), por estações as cidades com altas elevações podem ganhar, ao menos no verão, ou no recorde alto da mesma estação (o menor registro estará no topo), aonde Falls poderiam perder mesmo para Seattle. Embora se torna mais delicado em relação a quantidade de neve que apesar de pouco frequente ocorre no verão nas cidades altas do Colorado. A média de janeiro é de -15,3 ° C e as mínimas de -18 ° C (aonde os termômetros abaixam a valores negativos nos termômetros americanos), em média, de 58 noites por ano. As elevações atingem apenas o ponto de congelamento ou acima de uma média de 16,7 dias nos meses de dezembro, janeiro e fevereiro; e em combinação com uma média de neve sazonal de 180 cm, a profundidade de neve de 13 cm ou mais é vista na maioria dos dias de dezembro a março, inclusive. A primavera, e mais especialmente o outono, são temporadas de transição curtas mas suaves. Julho média de 18,4 ° C, com máximas atingindo 32 ° C uma média de apenas 3,2 dias por ano, e em cerca de 40% dos anos, a temperatura não sobe tão alto. Precipitação média de cerca de 610 mm por ano, e se concentra nos meses mais quentes. A janela média para temperaturas de congelamento é de 14 de setembro a 26 de maio, permitindo um período livre de congelamento de 110 dias; queda de neve mensurável (≥0,25 cm) chega em média em 18 de outubro e sai em 22 de abril. A temperatura máxima recorde de todos os tempos é de 39 ° C, definida em 22 de julho de 1923, enquanto o recorde de todos os tempos é de -48 ° C, definido em 6 de janeiro de 1909, um intervalo de 88 °C; o registro máximo frio é -34 ° C, definido no mesmo dia que o recorde de baixa, enquanto, inversamente, o registro mínimo quente é 26 ° C é 16 de julho de 1898. Temperaturas raras próximo de 0 °C foram registrados em pleno verão, quebrando o recorde de 2 de agosto de 1911, na mesma data para 2018.
| Dados climatológicos para International Falls (Aeroporto Internacional de Falls), altitude: 306,6 m, normais de 1981–2010 , extremos 1897-presente               | Dados climatológicos para International Falls (Aeroporto Internacional de Falls), altitude: 306,6 m, normais de 1981–2010 , extremos 1897-presente | Dados climatológicos para International Falls (Aeroporto Internacional de Falls), altitude: 306,6 m, normais de 1981–2010 , extremos 1897-presente | Dados climatológicos para International Falls (Aeroporto Internacional de Falls), altitude: 306,6 m, normais de 1981–2010 , extremos 1897-presente | Dados climatológicos para International Falls (Aeroporto Internacional de Falls), altitude: 306,6 m, normais de 1981–2010 , extremos 1897-presente | Dados climatológicos para International Falls (Aeroporto Internacional de Falls), altitude: 306,6 m, normais de 1981–2010 , extremos 1897-presente | Dados climatológicos para International Falls (Aeroporto Internacional de Falls), altitude: 306,6 m, normais de 1981–2010 , extremos 1897-presente | Dados climatológicos para International Falls (Aeroporto Internacional de Falls), altitude: 306,6 m, normais de 1981–2010 , extremos 1897-presente | Dados climatológicos para International Falls (Aeroporto Internacional de Falls), altitude: 306,6 m, normais de 1981–2010 , extremos 1897-presente | Dados climatológicos para International Falls (Aeroporto Internacional de Falls), altitude: 306,6 m, normais de 1981–2010 , extremos 1897-presente | Dados climatológicos para International Falls (Aeroporto Internacional de Falls), altitude: 306,6 m, normais de 1981–2010 , extremos 1897-presente | Dados climatológicos para International Falls (Aeroporto Internacional de Falls), altitude: 306,6 m, normais de 1981–2010 , extremos 1897-presente | Dados climatológicos para International Falls (Aeroporto Internacional de Falls), altitude: 306,6 m, normais de 1981–2010 , extremos 1897-presente | Dados climatológicos para International Falls (Aeroporto Internacional de Falls), altitude: 306,6 m, normais de 1981–2010 , extremos 1897-presente |
| Mês | Jan | Fev | Mar | Abr | Mai | Jun | Jul | Ago | Set | Out | Nov | Dez | Ano |
| --- | --- | --- | --- | --- | --- | --- | --- | --- | --- | --- | --- | --- | --- |
| Temperatura máxima recorde (°C) | 9 | 14 | 26 | 34 | 35 | 38 | 39 | 36 | 36 | 31 | 23 | 13 | 39 |
| Temperatura máxima média (°C) | 3,5 | 5,9 | 12,9 | 23,6 | 28,7 | 30,4 | 31,9 | 31,3 | 22,7 | 28,6 | 12,6 | 3,3 | 33,1 |
| Temperatura média alta (°C) | −9,2 | −5,6 | 1,5 | 10,8 | 18,2 | 22,9 | 25,4 | 24,4 | 18,6 | 10,6 | 0,9 | −7,2 | 9,3 |
| Temperatura média baixa (°C) | −21,4 | −18,5 | −10,8 | −2,7 | 3,7 | 9,1 | 11,4 | 10,4 | 5,4 | −0,6 | −8,1 | −17,6 | −3,2 |
| Temperatura mínima média (°C) | −35,8 | −33,7 | −25,7 | −11,5 | −4 | 1,1 | 5,1 | 3,4 | −2,5 | −8,4 | −19,3 | −32,7 | −38,2 |
| Temperatura mínima recorde (°C) | −48 | −44 | −39 | −26 | −13 | −5 | 0 | −3 | −7 | −17 | −36 | −41 | −48 |
| Fonte: NOAA (umidade relativa e sol 1981-2010). Veja Clima de Maine para obter informações adicionais sobre o clima em outras cidades do estado norte-americano. | | | | | | | | | | | | | |

#### "Refrigerador" da nação
International Falls há um longo tempo se promove como "Icebox of the Nation" (em português: "Refrigerador da nação"); no entanto, a marca registrada do slogan foi contestada em várias ocasiões pela pequena cidade de Fraser, Colorado. Autoridades da Fraser declararam o uso desde 1956 por International Falls mas já utilizado pela cidade montanhosa no centro do país desde 1948,  segundo os mesmos. As duas cidades chegaram a um acordo em 1986, quando a International Falls pagou à Fraser US$ 2 mil (hoje cerca de R$ 6285) para renunciar à sua reivindicação de apelido "oficial". No entanto, em 1996, a International Falls inadvertidamente não conseguiu renovar sua marca federal, embora tenha mantido sua marca registrada no estado em dia. Fraser então entrou com o pedido de ganhar a marca federal. A International Falls apresentou prova fotográfica de que sua equipe de hóquei Pee Wee de 1955 viajou para Boston, Massachusetts, com o slogan. Depois de vários anos de batalhas legais, o Escritório de Patentes e Marcas Registradas dos Estados Unidos registrou oficialmente o slogan com International Falls em 29 de janeiro de 2008 através do número de registro 3375139.  Apenas alguns dias depois de anunciar seu sucesso na batalha de marcas registradas, a International Falls registrou um recorde diário de baixa temperatura de -40 ° C, superando um recorde anterior de -38,3 ° C em 1967.
Além de Fraser, ainda há muitas cidades que são menores e anualmente mais frias do que a International Falls, sendo que muitas delas são comunidades de montanhas nas Montanhas Rochosas, bem como várias no norte de Minnesota. International Falls ainda é chamado de "Icebox of the Nation" após ganhar a reivindicação contra Fraser no tribunal. Uma coisa que ajuda ou prejudica a International Falls é que a Fraser está localizada nas Montanhas Rochosas, o que ajudaria a reduzir as baixas temperaturas, enquanto a International Falls fica em uma terra relativamente plana, que leva mais tempo para esfriar nas noites quentes de verão. Além disso, embora as temperaturas abaixo de zero sejam muito comuns em altitudes elevadas, os vales nas Montanhas Rochosas durante o inverno, as temperaturas máximas que permanecem abaixo de zero são bastante raras, enquanto em International Falls e em grande parte do Meio-Oeste são ocorrência relativamente frequente. Isso se reflete nas temperaturas médias mensais durante os meses de inverno.

## Localidades na vizinhança
O diagrama seguinte representa as localidades num raio de 68 km ao redor de International Falls.